# مقاطعة واين (بنسلفانيا)
مقاطعة واين (بالإنجليزية: Wayne County, Pennsylvania)‏ هي إحدى مقاطعات ولاية بنسيلفانيا في الولايات المتحدة. بلغ عدد سكانها 52822 نسمة في عام 2010 حسب إحصاء مكتب تعداد الولايات المتحدة.

## أعلام
- هنري أغسطس رولاند
- صموئيل مريديث

## وصلات خارجية
- www.co.wayne.pa.us